# Белва Енн Локвуд
Белва Енн Локвуд (англ. Belva Ann Lockwood; нар. 24 жовтня 1830 — 19 травня 1917) — американська адвокатка, політична діячка, педагогиня, феміністка, суфражистка, пацифістка та авторка. Перша жінка, яка виступила перед Верховним судом США. Подолавши багато перешкод, пов'язаних із гендерними стереотипами свого часу, працювала над урівнюванням оплати праці жінок, надання жінкам виборчого та решти громадянських прав, керувала закладами жіночої освіти
.

## Життєпис
Народилася в Роялтоні, штат Нью-Йорк, у сім'ї фермера Льюїса Джонсона Беннета та Ганни Грін. У 14 років викладала в місцевій початковій школі.
У 1848 році, у 18, одружилася з Урією Мак-Наллом, місцевим фермером. У 1850 році народила доньку Луру, через три роки помер від туберкульозу чоловік.
У 1868 році одружилася з преподобним Езекіелем Локвудом, американським ветераном Громадянської війни, баптистським священнослужителем та стоматологом. Народила дочку Джессі (яка померла до свого другого дня народження). Преподобний Локвуд мав прогресивні уявлення про ролі жінок у суспільстві, він допоміг виховати Луру, підтримав прагнення Локвуд до юриспруденції, помер у квітні 1877 р.
Белва Локвуд мала 43-річну кар'єру адвокатки. Вона померла 19 травня 1917 року і була похована на цвинтарі Конгресу у Вашингтоні, округ Колумбія.

## Освітня діяльність
Локвуд відвідувала семінарію Дженесі Весліана, щоб підготуватися до навчання в коледжі. Пізніше прийнята до коледжу Дженесі в Лаймі, штат Нью-Йорк.
У 1870 року вона подала документи в юридичну школу в окрузі Колумбія, проте адміністрація відмовились прийняти жінку. Нарешті Локвуд та кілька інших абітурієнток вступили до нової юридичної школи Університету Джорджа Вашингтона. Незважаючи на те, що Локвуд завершила навчання у травні 1873 року, юридичний факультет відмовився видавати їй диплом через її стать.
Без диплому Локвуд не змогла вступити до адвокатури округу Колумбія. Через рік вона написала листа до президента США Улісса Гранта, де заявила, що пройшла всі курси і заслуговує отримання диплому. У вересні 1873 року, за тиждень після надсилання листа, Локвуд отримала диплом. Їй було 43 роки.
Локвуд отримала диплом із відзнакою в 1857 році і незабаром стала директоркою Локпортської школи. Це була відповідальна посада, але Локвуд виявила, що незалежно від того, викладала вона чи працювала директоркою, робила те саме, що і колеги-чоловіки, їй платили половину від зарплатні. Саме під час навчання в коледжі Дженесі її спочатку привабило право, хоча в школі не було юридичного факультету. Оскільки місцевий професор права пропонував приватні заняття, вона стала однією з його учениць.
Кілька наступних років Локвуд продовжував викладати, а також працювала директоркою у кількох місцевих школах для молодих жінок. Вона пробула в Локпорті до 1861 р., потім керувала жіночою семінарією Гейнсвілль. Незабаром після цього її обрали очільницею жіночої семінарії в Овіго, штат Нью-Йорк, де вона пропрацювала три роки. Освітня філософія Локвуд поступово змінювалась після знайомства з феміністкою Сьюзен Ентоні.
Ентоні була стурбованою проблемами жіночої освіти. Курси в більшості жіночих шкіл головним чином готували дівчат до домашнього життя і, можливо, до тимчасової роботи вчителькою. Ентоні наполягала, що молодим жінкам слід надавати більше можливостей, включаючи підготовку до кар'єри в діловому світі, де оплата праці була кращою. Локвуд заохочувала до змін у своїх школах. Вона розширила навчальну програму та додала курси, типові для тих, які відвідували молоді чоловіки, такі як публічні виступи, ботаніка та гімнастика. Згодом Локвуд вирішила вивчати право, а не продовжувати викладати, і покинула штат Нью-Йорк.

## Феміністична діяльність
У лютому 1866 року Локвуд з дочкою Лурою переїхала до Вашингтону, шукаючи хороших можливостей для просування в юриспруденції. Вона відкрила приватну школу зі спільним навчанням хлопців та дівчат (у середині 1860-х більшість шкіл були із роздільним навчанням).
Локвуд прийняли до адвокатури округу Колумбія. Коли вона намагалася отримати допуск до адвокатури штату Меріленд, суддя прочитав їй лекцію і сказав, що сам Бог визначив, що жінки не є рівними чоловікам і ніколи не можуть бути. Коли вона спробувала відповісти від свого імені, він сказав, що вона не має права говорити, і її вивели з зали суду. Локвуд також намагалась представляти ветеранів та їхні сім'ї у судді, але їй відмовили. Вона подала заяву до адвокатури Верховного суду США, пропрацювавши перед цим три роки, але її клопотання було вчергове відхилено за гендерною ознакою.
Таким чином Локвуд боролась проти обмеженого юридичного становища жінок. Згідно з англійським загальним правом, Локвуд вважався «feme covert», тобто одруженою жінкою. За законом її статус відрізнявся від статусу неодруженої жінки, оскільки дружина суворо підпорядковалася чоловікові. Навіть у 1873 р. багато штатів відмовляли одруженим жінкам самостійно володіти майном або успадковувати його, і вони не мали права укладати контракти чи зберігати власноруч зароблені гроші, якщо їхні чоловіки не дозволили цього.
Попри це, Локвуд продовжувала практикувати право і вигравала справи. Вона стала відомою як адвокатка із жіночих прав. Вона виступила за законопроєкт 1872 року про рівну оплату праці службовців федерального уряду. Локвуд також була активною членкинею у декількох організаціях, які боролись за виборчі права жінок і виступала перед Конгресом на підтримку закону, щоб надати одруженим жінкам та вдовам більше прав.

## Президентська кампанія

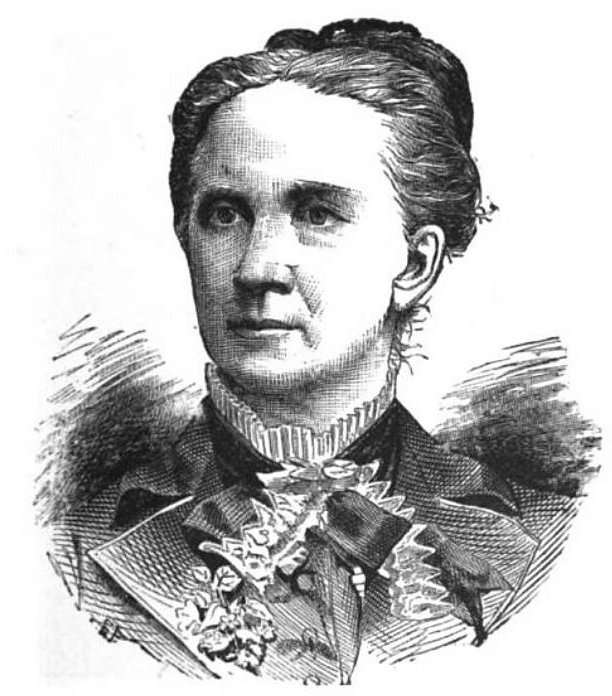
Белва Енн Локвуд, 1883

Белва Локвуд була першою жінкою (або другою, після Вікторії Вудхалл), яка балотувалася у президенти США. Локвуд балотувався як кандидатка від Національної партії за рівні права. Вона брала участь у президентських виборах 1884 та 1888 рр.
Представляючи третю сторону без широкої підтримки, Локвуд не мала високих шансів здобути президентський пост. Вона отримала близько 4100 голосів, оскільки жінки не мали права голосу і більшість газет були проти її кандидатури.
12 січня 1885 року Локвуд подала клопотання до Конгресу США стосовно підрахунку її голосів. Вона повідомила газетам і журналам, що має докази фальсифікацій виборів. Вона стверджувала, що її прихильники бачили, як виборчі бюлетені були знищенні або просто скидались у кошик для сміття.

## Пізні роки
Локвуд часто публікувала есе про виборчі права жінок та необхідність рівності жінок із чоловіками. Серед видань, в яких вона публікувалася в 1880-х і 1890-х, були Cosmopolitan, American Magazine of Civics, Harper's Weekly та Lippincott's. Окрім активної діяльності в Національній американській асоціації суфражисток та Національної партії за рівні права, Локвуд брала участь у Національній жіночій асоціації преси, яка також виступала за рівні права жінок.
Локвуд також була прихильницею світового миру. Вона була редакторкою журналу The Peacemaker і членкинею Всесвітнього союзу миру і представляла його на виставці в Парижі в 1889 році. Вона також була делегаткою Міжнародного конгресу миру у Лондоні в 1890 році. Белва Енн Локвуд продовжувала виступати за мир та роззброєння до самої смерті.

## Пам'ять

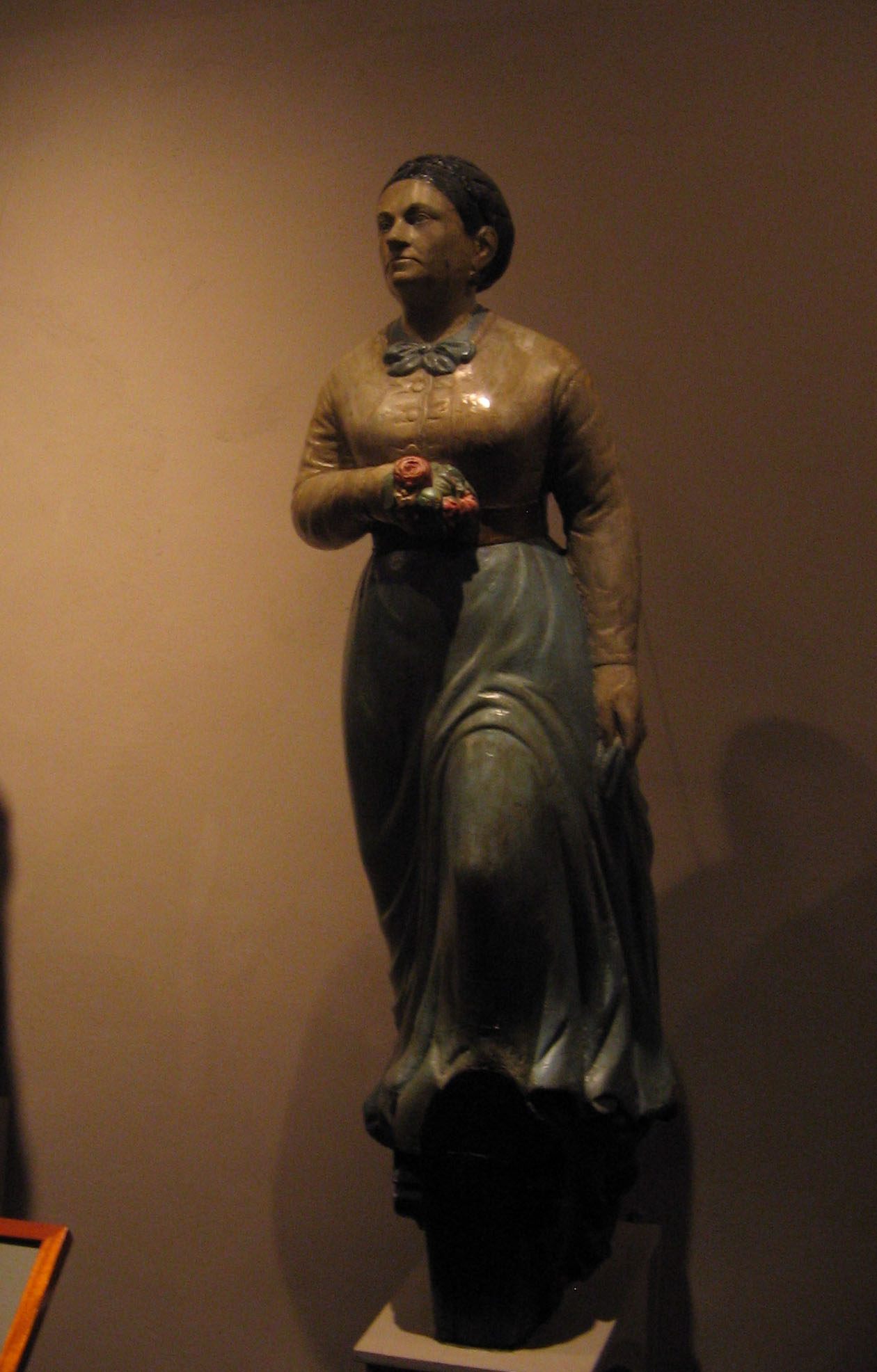
Фігура Белви Локвуд

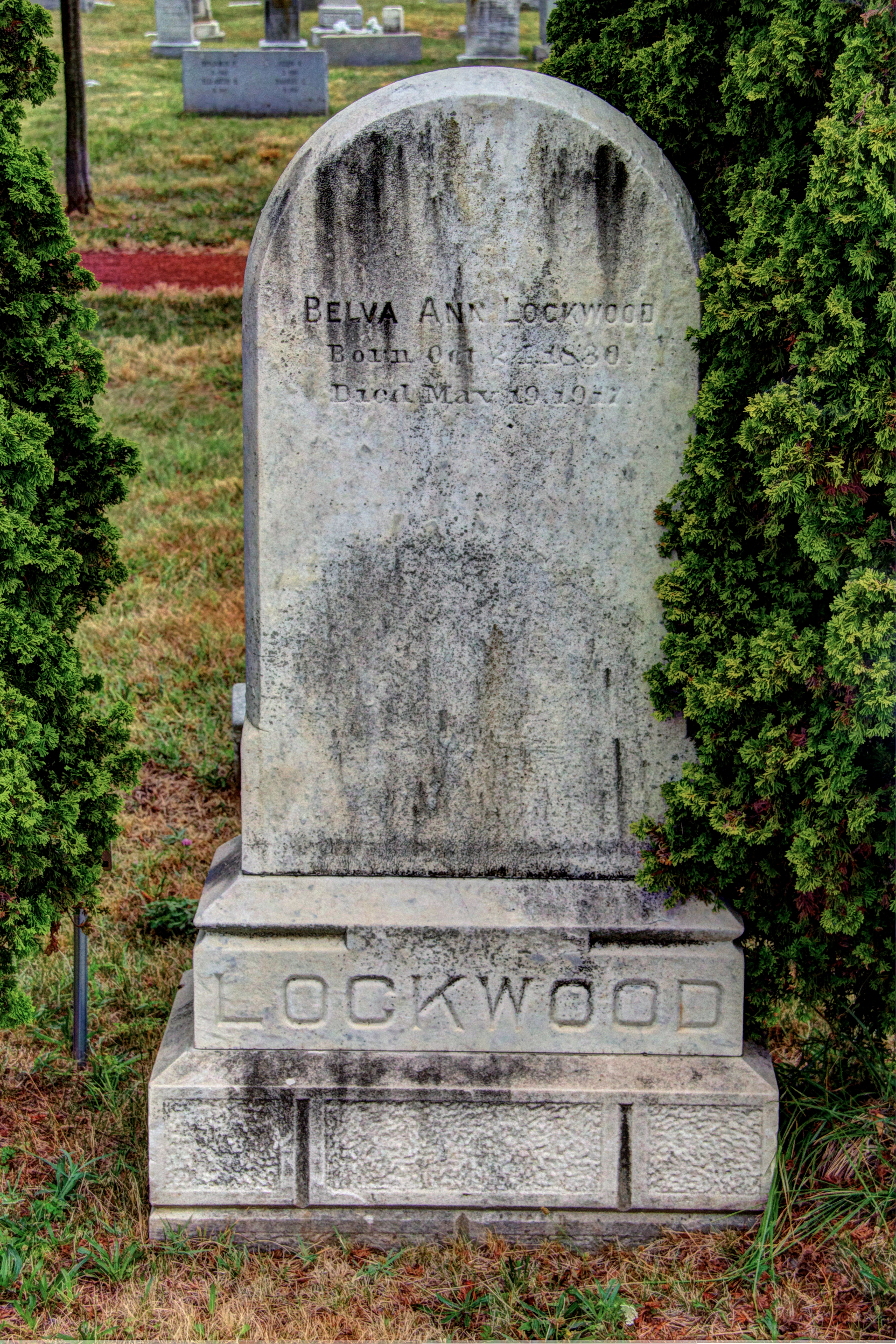
Могила Белви Енн Локвуд

У 1908 році Сіракузький університет присвоїв Белві Локвуд почесний ступінь докторки права.
На її честь названо декілька населених пунктів: Белва, Західна Вірджинія; Локвуд, Каліфорнія; Локвуд, Західна Вірджинія та Бартон, Нью-Йорк.
Щонайменше три фігурки вирізані за її подобою: для кораблів «Марта», «Джулія Лоуренс» та безіменного корабля. Один з фігур була виставлена у Морському музеї у Мистік, штат Коннектикут.
Під час Другої світової війни її іменем було названо торгове морське судно Liberty Ship USS Belva Lockwood.
У Національній портретній галереї у Вашингтоні є портрет Белви Локвуд, написаний Неллі Метес Хорн у 1908 році, коли вона отримала почесний ступінь докторки права в Університеті Сіракуз.

У 1983 році Енн Локвуд внесена до Національної зали слави жінок у Сенеці-Фоллс, Нью-Йорк. У 1986 році вона була вшанована Поштовою Службою Сполучених Штатів поштовою маркою із серії «Великі американці».